# Stefan Pawlikowski
Stefan Pawlikowski (Kozłów, 11 ottobre 1896 – Francia, 15 maggio 1943) è stato un aviatore e generale polacco.

## Biografia
Nacque a Kozłów l'11 ottobre 1896, e dopo aver inizialmente compiuti gli studi a Vilnius, conseguì il diploma di scuola superiore a Mosca, nel 1915. Durante la prima guerra mondiale, nell'agosto 1916 fu arruolato nell'esercito russo e assegnato all'aeronautica militare. Il 1º febbraio 1917 conseguì il brevetto di pilota a Mosca, prima di essere inviato alla Scuola caccia ed acrobazia di Pau, in Francia. In considerazione della mutata situazione politica seguita alla rivoluzione non fece ritorno in Russia, e dal 1º luglio 1918 fu assegnato alla squadriglia SPA 96, volando sui caccia SPAD S.XIII. Su questo tipo di velivolo abbatté un pallone da osservazione tedesco. In considerazione di ciò ricevette il grado di ufficiale aiutante di campo (Adjutant), e nel novembre 1918, con il grado di sottotenente, entrò nel neocostituito esercito polacco in Francia, sotto il comando del generale Józef Haller.
Nel maggio 1919 l'armata di Haller si trasferì in patria, ed egli fu assegnato come pilota all'Eskadra Brageutów (Squadron) Br.59, dotata degli aerei da ricognizione e bombardamento leggero Breguet 14. Inizialmente servì come pilota collaudatore presso la Centralne Warsztaty Lotnicze, e dall'aprile 1920 prende parte ai combattimenti durante la guerra polacco-sovietica. Come pilota della 19 Eskadry Myśliwskiej, dotata dei caccia SPAD S.VIIC1, combatte sulla Beresina, vicino a Barysaŭ, contro gli aerei sovietici dello Squadron "Szyrinkina". Tra il 17 e il 22 maggio abbatté un pallone da osservazione, e prima della fine delle ostilità un velivolo di tipo imprecisato. Successivamente fu inviato in Italia con il compito di trasferire in Polonia un caccia Ansaldo A.1 Balilla, ma a causa di un'avaria al motore andò fuori rotta e dovette effettuare un atterraggio di emergenza.

### Tra le due guerre
Dopo la fine del conflitto prestò servizio come tenente nel 1º Reggimento d'aviazione (1° Pułku Lotniczym) a Varsavia. Promosso capitano, assume il comando della 111 Eskadrą Myśliwską (Squadron da caccia). Dall'ottobre 1921 al marzo 1922 volò come pilota civile tra Varsavia e Parigi, partecipando a numerosi raid aerei. Nel settembre 1922 ottenne il primo brevetto di capitano navigatore, ed in seguito, a bordo di un velivolo Breguet 14, partecipò alle gare di navigazione aerea indette dal Dipartimento per gli Affari Militari. Nel 1924 prese parte, assieme ad altri piloti, ad un volo in formazione che sorvolò le Alpi con i velivoli Potez 25A2. Nel 1926 fu nominato comandante della Squadriglia scuola dell'Eskadry szkolnej appartenente al 2º Reggimento d'aviazione (2 Pułku Lotniczym) a Cracovia. Nel luglio 1929 assunse il comando della 3 Pułku Lotniczym (squadriglia da caccia) a Poznań. Nel 1933 guidò la formazione polacca che partecipò al meeting aeronautico di Bucarest, in Romania. Nell'aprile 1934 tornò a prestare servizio nel 1º Reggimento d'aviazione, assumendo la carica di vice comandante del reparto con il grado di tenente colonnello. Dal luglio 1938 assunse il comandò del reggimento, e nel 1939 fu promosso al grado di colonnello.

### La seconda guerra mondiale

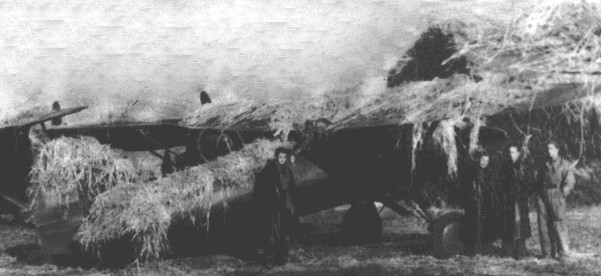
Alcuni caccia PZL P.11 dell'aviazione polacca camuffati su di un aeroporto nel settembre 1939.

Dopo l'annuncio della mobilitazione generale polacca, immediatamente prima dello scoppio della seconda guerra mondiale, fu nominato comandante della Brygady Pościgowej (Brigata Caccia), incaricata della difesa aerea della capitale. Dopo la breve campagna di settembre, terminata con la sconfitta della Polonia, fuggì in Francia, dove divenne comandante del Centrum Szkolenia Lotniczego creato sull'aeroporto di Lyon-Bron, trasformato in una base polacca di addestramento. A Lione organizzò le nuove unità da combattimento, ma dopo la sconfitta della Francia, alla fine del giugno 1940 raggiunse la Gran Bretagna. Inizialmente nominato comandante del Centrum Wyszkolenia Lotniczego (Centro di addestramento aereo) a Blackpool, dal 6 novembre 1941 divenne ufficiale di collegamento polacco presso il Royal Air Force Fighter Command, ove funse da comandante dei reparti da caccia polacchi, ottenendo il grado di Group Captain (Comandante di Gruppo) britannico.
Cadde sulla Francia il 15 maggio 1943, partecipando volontariamente a un combattimento aereo a bordo di un caccia Supermarine Spitfire Mk.IX (matricola LZ 990) del 315 Dywizjon Myśliwski Dęblińskiego, (No.315 Polish Fighter Squadron). Il suo aereo fu abbattuto da un caccia Focke-Wulf Fw 190 pilotato dal Cpt. Erich Rudorffer della II./JG 2. Il suo corpo fu sepolto a Meuvaines, in Normandia. Molti anni dopo il generale Władysław Anders, comandante supremo delle forze armate polacche in esilio, lo promosse postumo al grado di generale di brigata, con anzianità dal 1º gennaio 1964.

## Onorificenze
(lista parziale)

### Periodici
- Kędzierski, Janusz "Stefan Pawlikowski (1896-1943)" w: Skrzydlata Polska nr 21/1986
- Garbacz, Aleksander. "Bohater dwóch wojen: generał brygady pilot Stefan Pawlikowski patron 1 Pułku Lotnictwa Myśliwskiego "Warszawa", Rocznik Mińsko-Mazowiecki. z. 8, s. 132-148, 2001